# ルイズ・アベマ

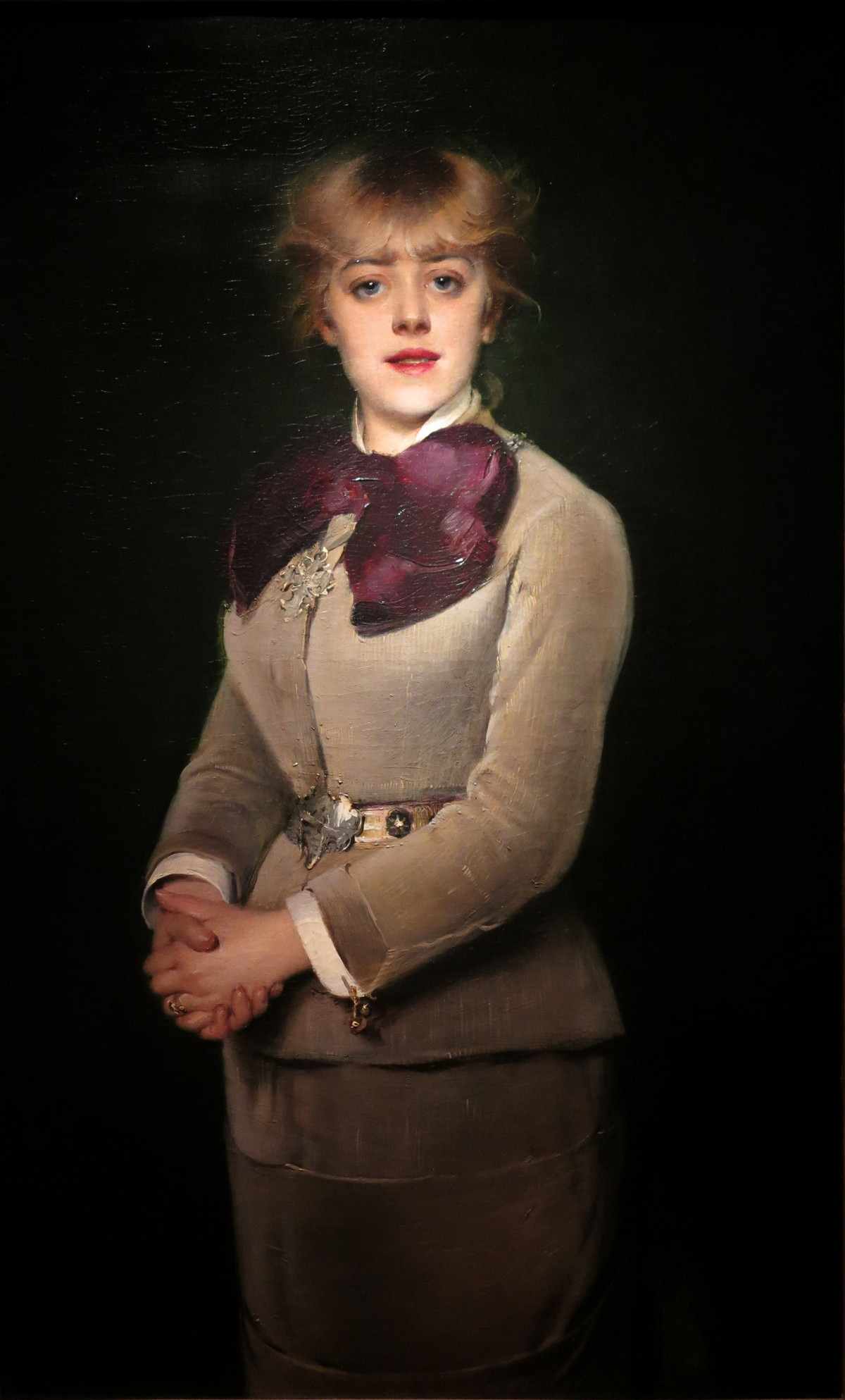
「ジャンヌ・サマリーの肖像」（1879年作、パリ、カルナヴァレ美術館蔵）

ルイズ・アベマ（Louise Abbéma, 1853年10月30日 - 1927年7月29日）は、フランスの画家、彫刻家。エタンプで生まれ、パリで亡くなった。社交界の人々を描いた肖像画で知られる。

## 生涯
ルイズ・アベマは、アンリエット＝アンヌ＝ゾフィー・ダストワン（Henriette-Anne-Sophie d'Astoin (1826-1905)）と、エミル＝レオン・アベマ子爵（Emile-Léon Abbéma (1826-1915)）の娘である。アベマ子爵は、パリ＝オルレアン鉄道会社の社長であり、エタンプ駅の駅長もしていた。

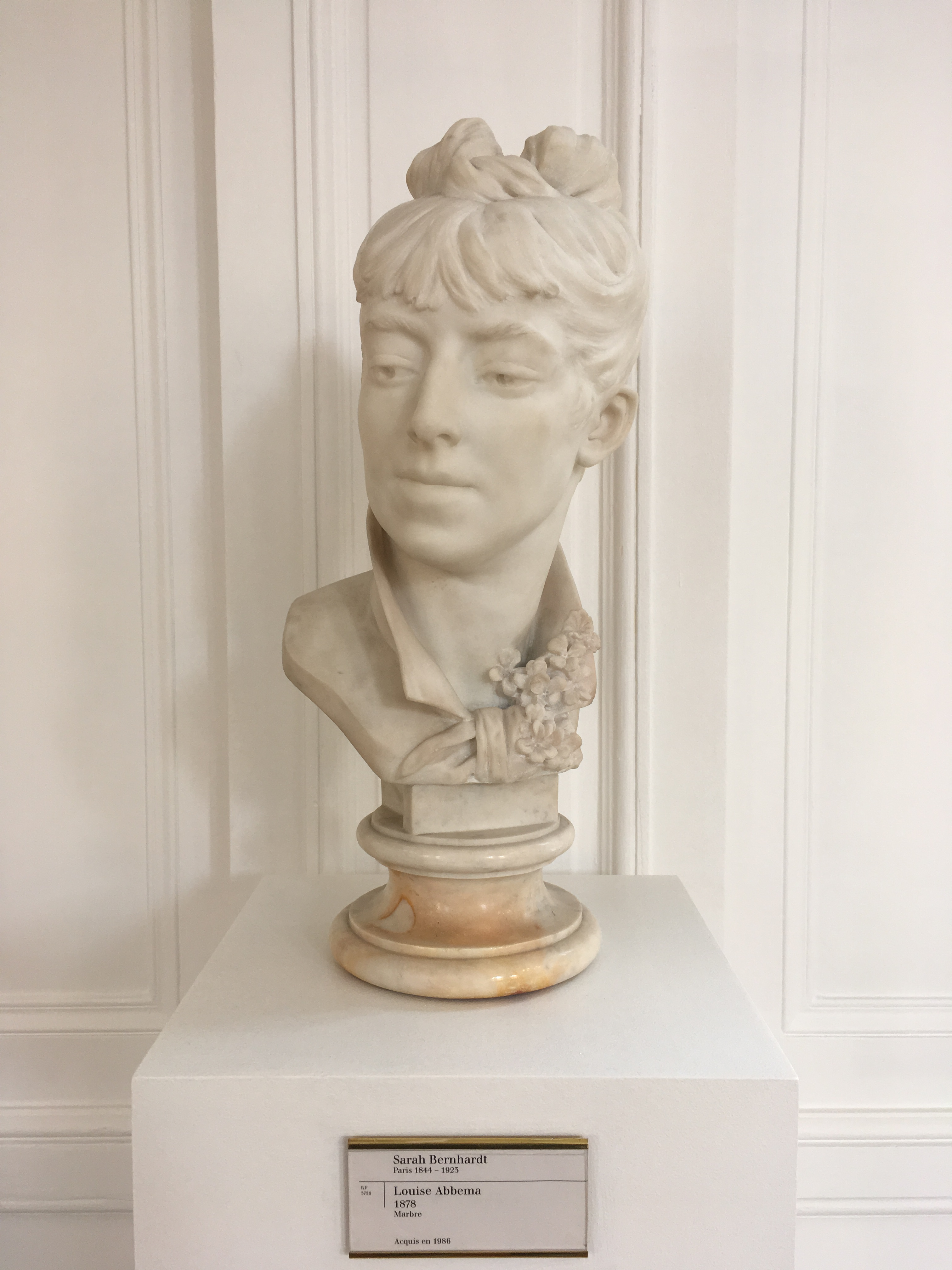
サラ・ベルナール作のルイズ・アベマの胸像（1878年）

ルイズ・アベマは、シャルル・シャプラン、ジャン＝ジャック・エンネル、そしてカロリュス＝デュランに師事した。18歳のときに描いたサラ・ベルナールの肖像画により名声を博す。サラはルイズの恋人であったが、そのことは1875年に世間に知られるようになった。サラ・ベルナールは、1878年に自分一人で大理石からルイズ・アベマの胸像を彫り上げた（パリのオルセー美術館蔵）。
70歳を越えて亡くなる前年の1926年まで定期的にフランス芸術サロンに出品し、1881年には佳作も受賞した。1893年にシカゴで開催された万国博覧会には、フランス芸術家女性代表団に属して出席した。なお、同代表団は万博で「女性の建物（Woman's Building）」と呼ばれる会場の中で再編成されている。
1906年にはレジオンドヌール勲章を受けた。また、ルイズ・アベマは、芸術絵画の副業として、René Maizeroy（ルネ・マイゼロワ?/メズロイ?）が発行する『ラ・メール』誌に素描イラストを寄稿していた。
20世紀の初め頃はマドレーヌ・ルメールのサロンに足繁く通い、そこでロベール・ド・モンテスキューと知り合う。しかし彼はこの出会いを皮肉たっぷりに描写する詩「アビム（Abîme）」にしてしまった。
ルイズ・アベマは、1883年から1908年の間、パリのラフィット通り47番地にアトリエを持っていた。
1927年に74歳で亡くなった。墓所はモンパルナス。

## 公共の美術館等に所蔵されている作品
| 所在地、美術館名                                               | 作品名                                                                                    | 出典   |
| -------------------------------------------------------------- | ----------------------------------------------------------------------------------------- | ------ |
| ニューブランズウィック(ニュージャージー州)、ツィンマーリ美術館 | Sarah Bernhardt dans un jardin japonais, 1885, pastel, modèle d'éventail                  |        |
| リモージュ、アドリアン・デブシェ国立美術館                     | Capucines, pastel                                                                         | [ 6 ]  |
| パリ、防衛省                                                   | Roses blanches, ou Roses trémières blanches, huile sur tolile                             | [ 7 ]  |
| パリ、カルナヴァレ博物館                                       | Portrait de Jeanne Samary, 1880, huile sur toile                                          |        |
| パリ、オルセー美術館                                           | Sarah Bernhardt (1844-1923), 1875, bas-relief en bronze                                   | [ 8 ]  |
| パリ、オルセー美術館                                           | Portrait de Sarah Bernhardt, 1921, huile sur toile                                        | [ 9 ]  |
| パリ、オルセー美術館                                           | Panneau décoratif : allégorie du Printemps, 1902, huile sur toile                         | [ 10 ] |
| パリ、オルセー美術館                                           | Panneau décoratif : allégorie de l'Hiver, 1902-1906, huile sur toile                      | [ 11 ] |
| パリ、オルセー美術館                                           | La Sorcière. Affiche pour le théâtre Sarah-Bernhardt, 1903, affiche en chromolithographie | [ 12 ] |
| ポー、ポー美術館                                               | Le Déjeuner dans la serre, 1877, huile sur toile                                          | [ 13 ] |
| ルドン、ルドンの町にあるホテルの大広間                         | Portrait d'Anne de Bretagne, panneau peint                                                | [ 14 ] |

## 参考作品
- Portait de Jules Clarétie,d' Alexandre Falguière, Léo Delibes paru dans deux numéros des Croquis contemporains en 1881
- Les quatre Saisons, Salon de 1882, quatre huiles sur toile, non localisée[15]
- Portrait de M. Abbéma, au Salon de 1887[16]
- Matin d’avril, Salon de 1894, huile sur toile, non localisée[17]
- Dans les fleurs, Salon de 1893, huile sur toile, non localisée[18]

## 作品ギャラリー

Œuvres de Louise Abbéma
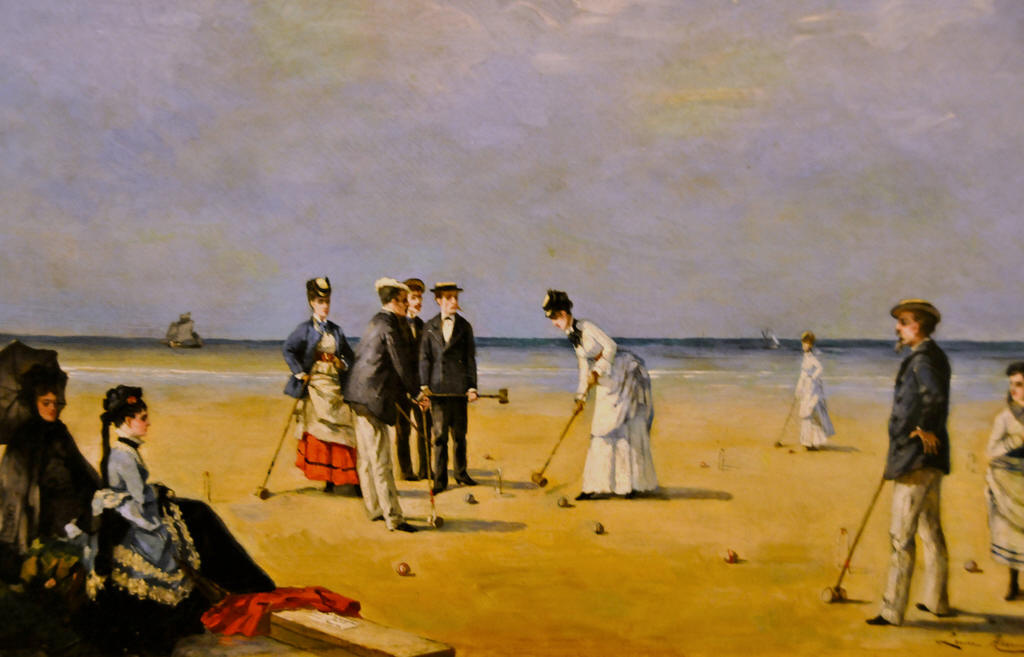
「クローケー遊び」（1872年作、個人蔵）
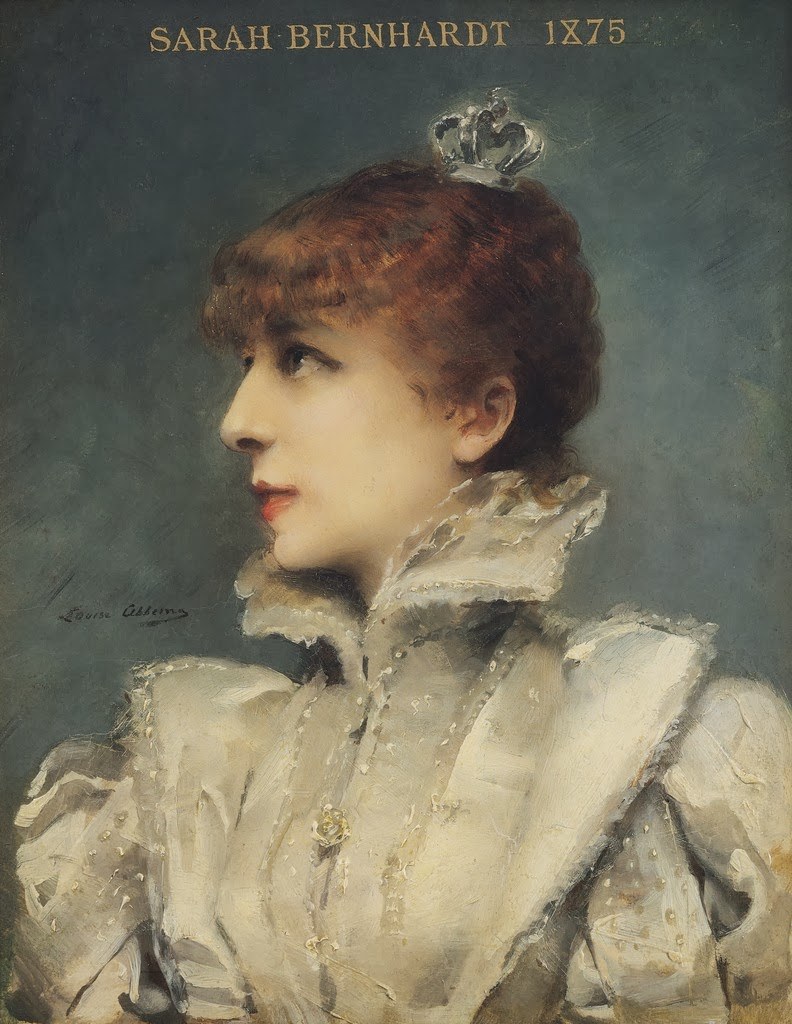
「サラ・ベルナール」（1875年作）
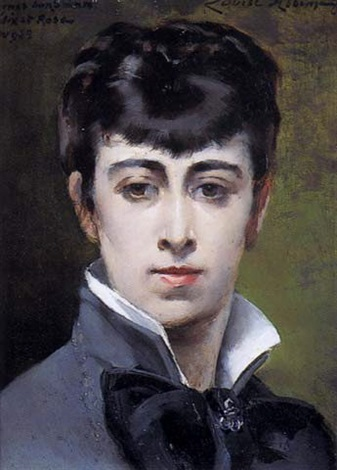
「18歳の自画像」（1876年作）
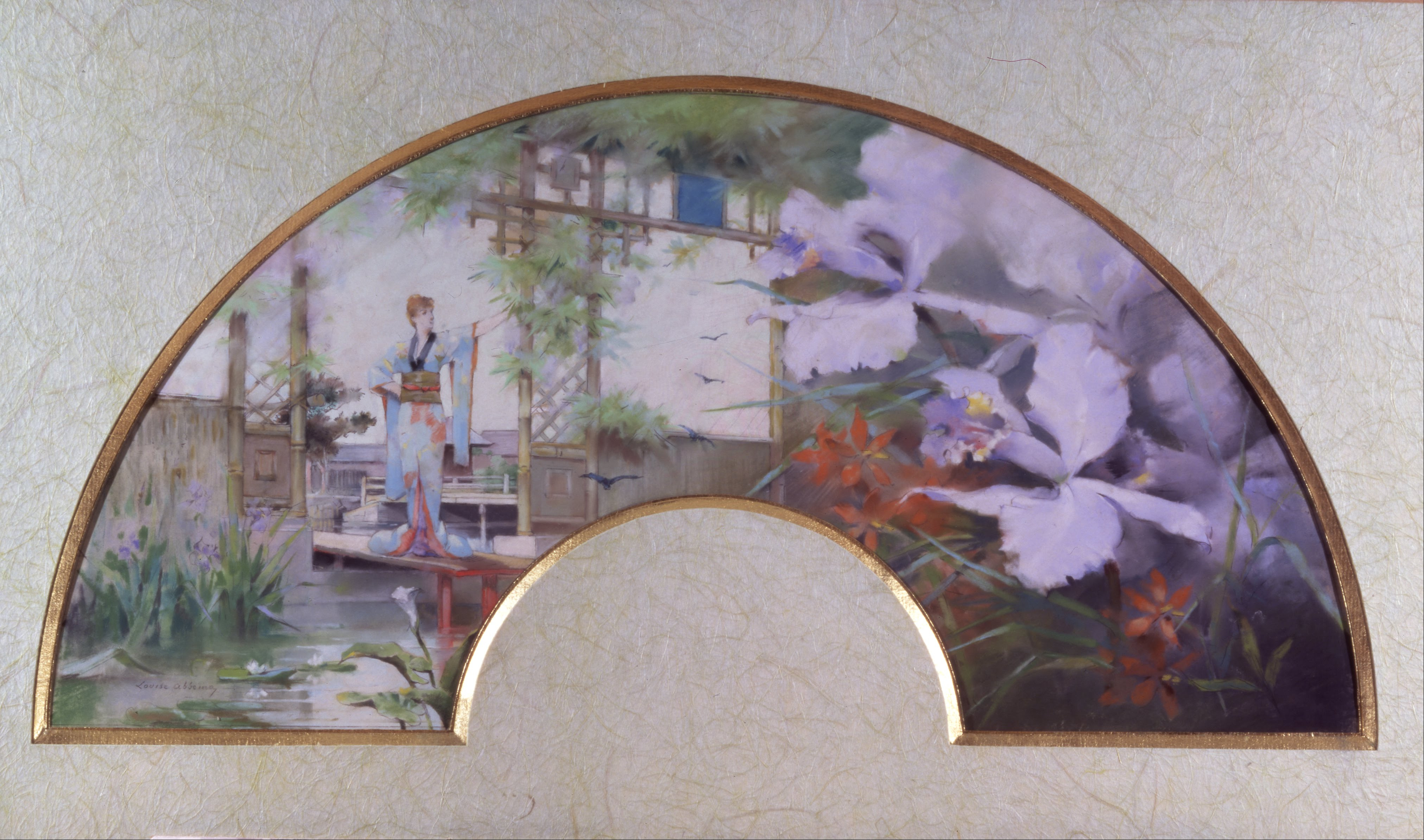
「日本庭園にいるサラ・ベルナール」（1885年作、ニューブランズウィック、ツィンマーリ美術館蔵）
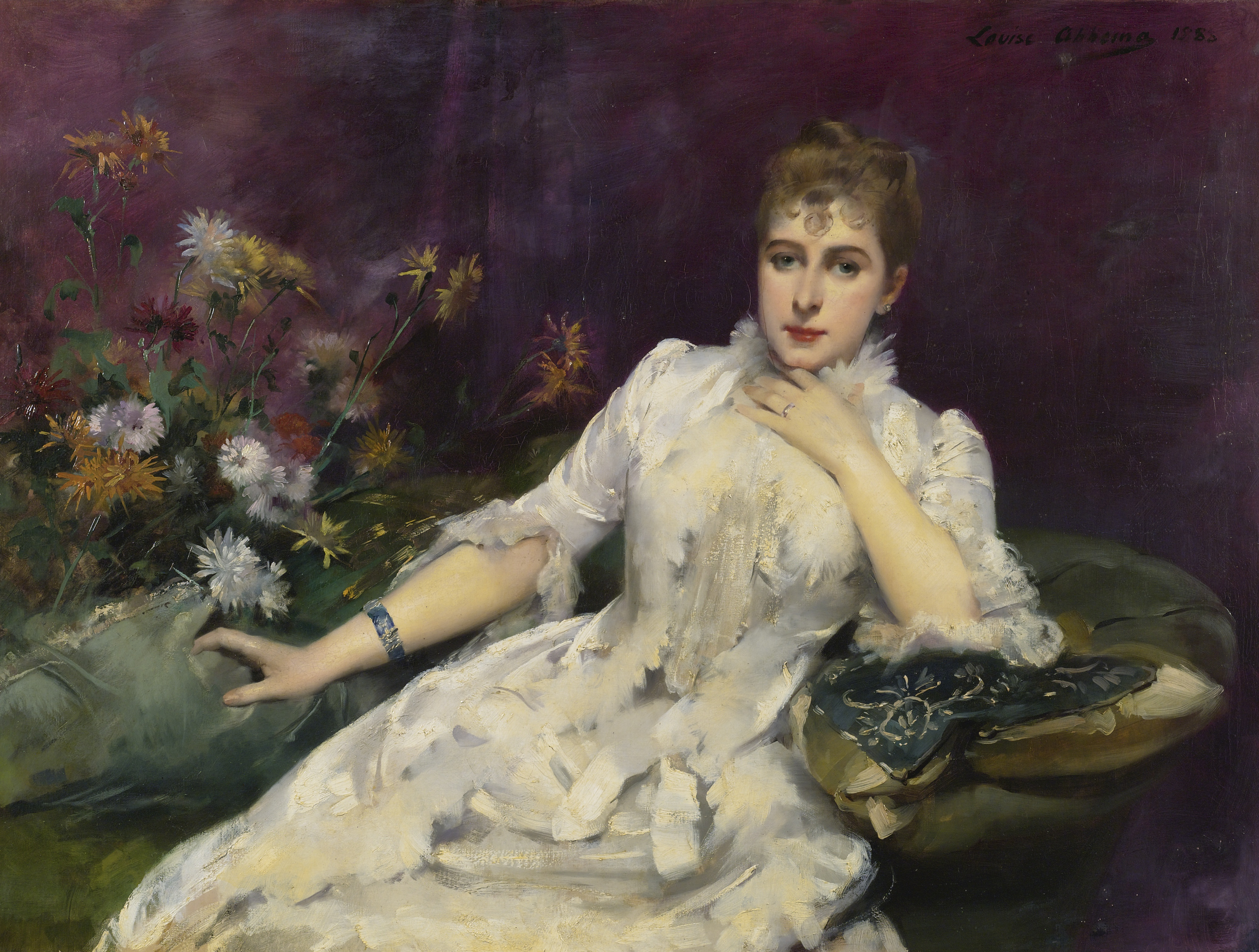
「花に囲まれた貴婦人」（1883年作）
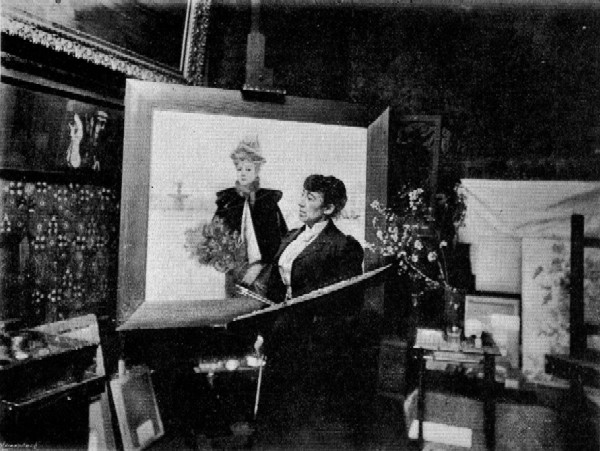
アトリエのルイズ・アベマ、1895年撮影
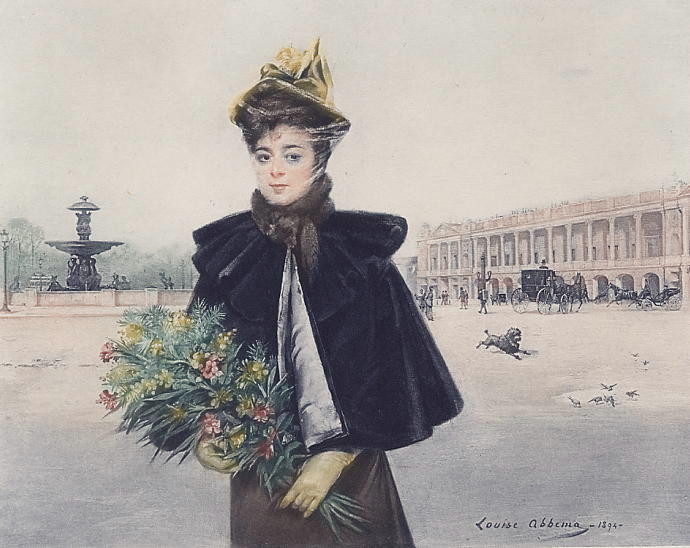
「4月の朝、パリ、コンコルド広場にて（ジャンヌ・サマリーの肖像）」（1894年作）
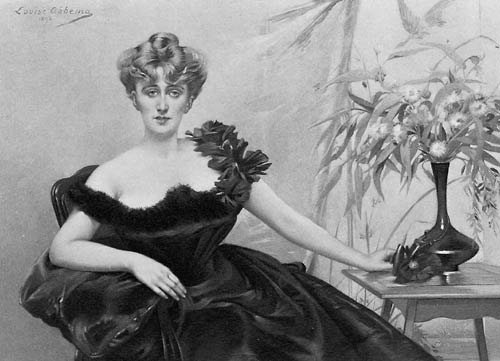
「自画像」（1898年作、シカゴ、ノースウェスタン大学図書館蔵）
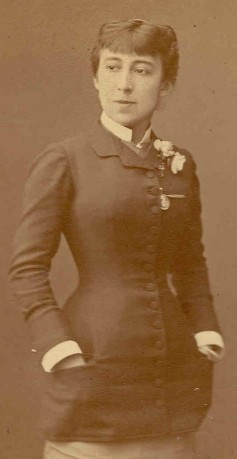
ルイズ・アベマ、1900年撮影
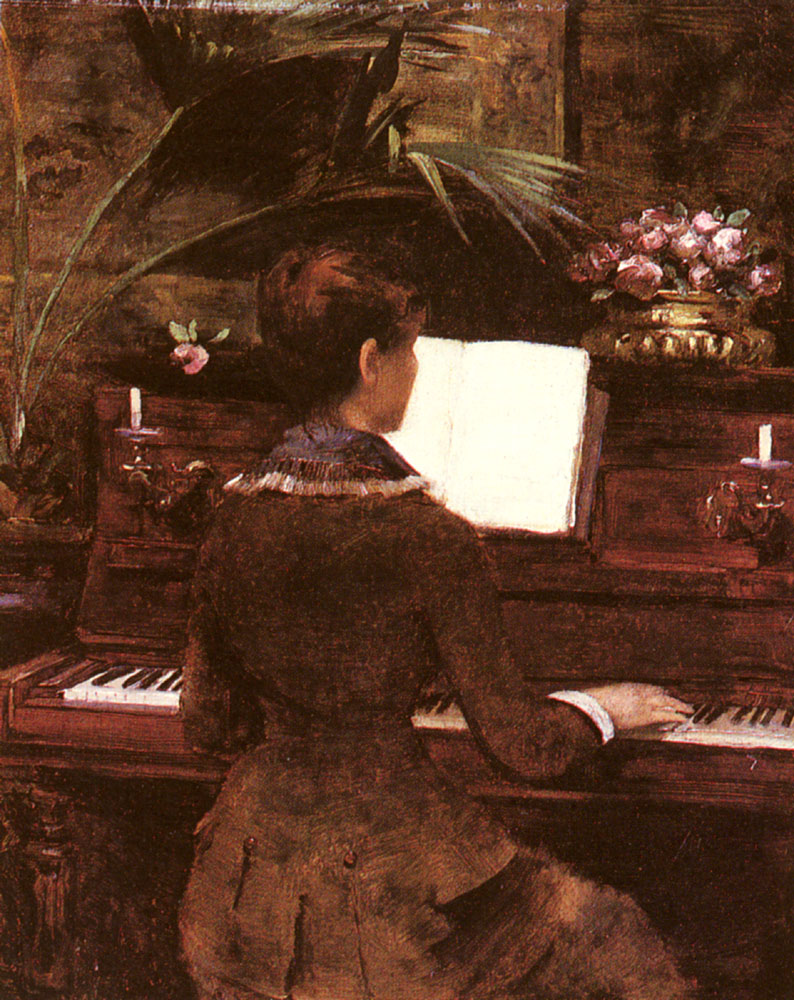
「ピアノに向かいて」（1900年作）
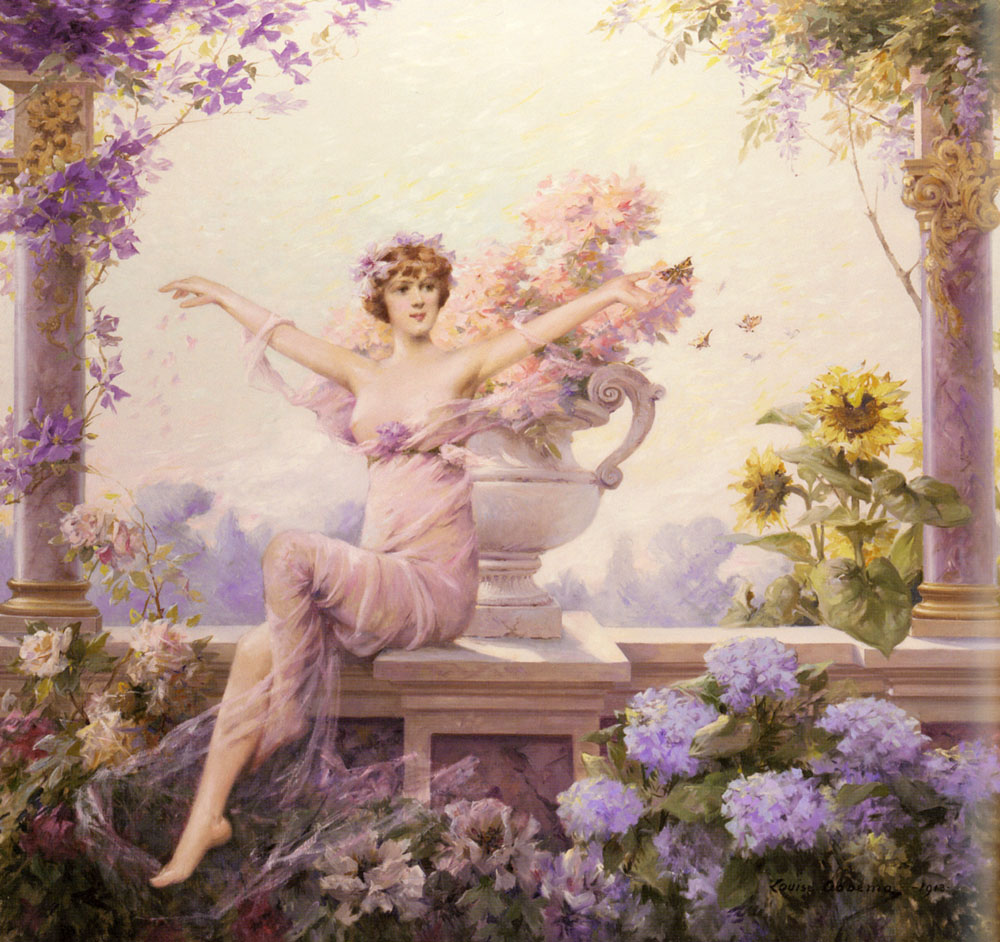
「花の女神」（1913年作、個人蔵）
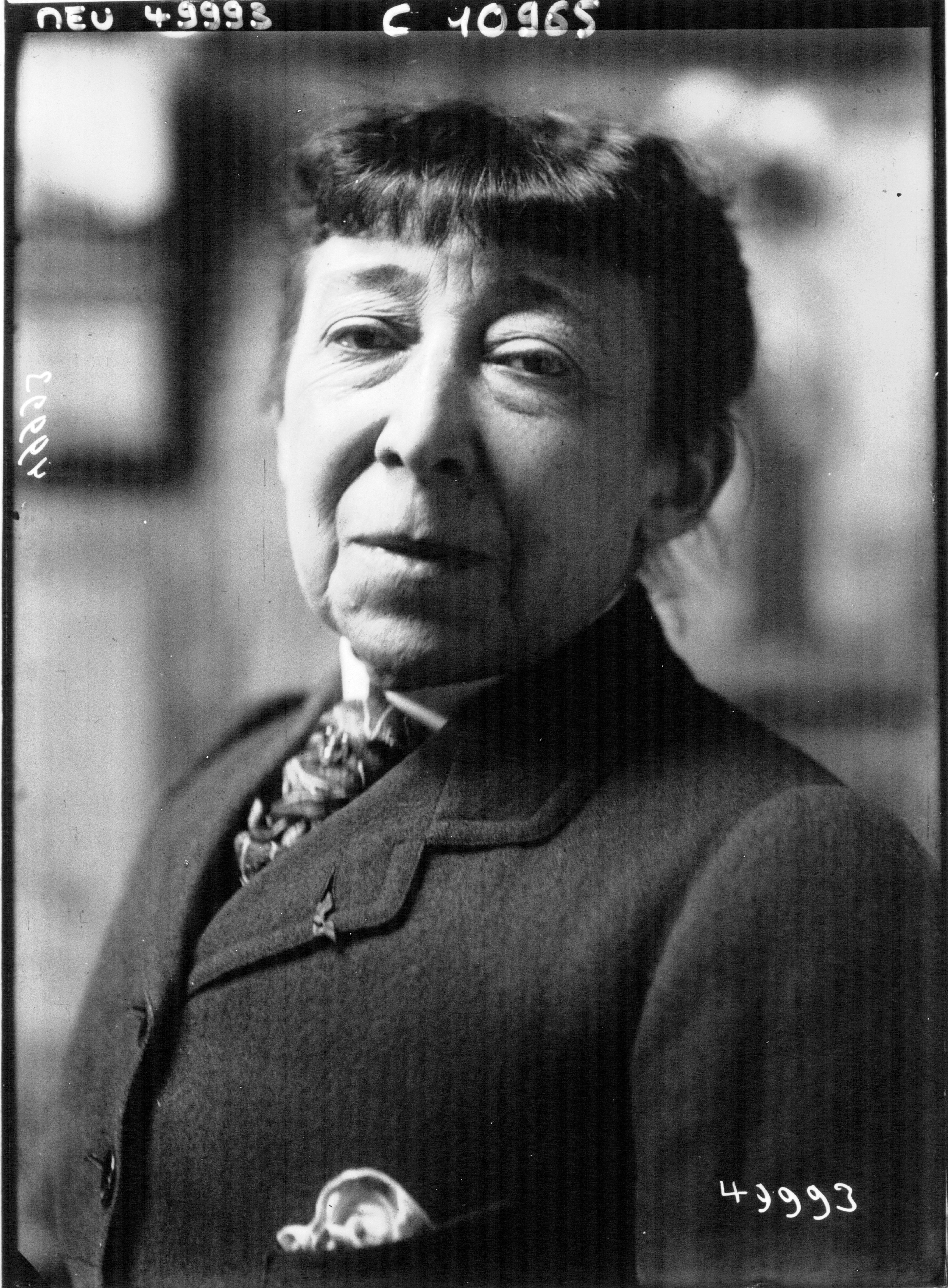
ルイズ・アベマ、1914年撮影
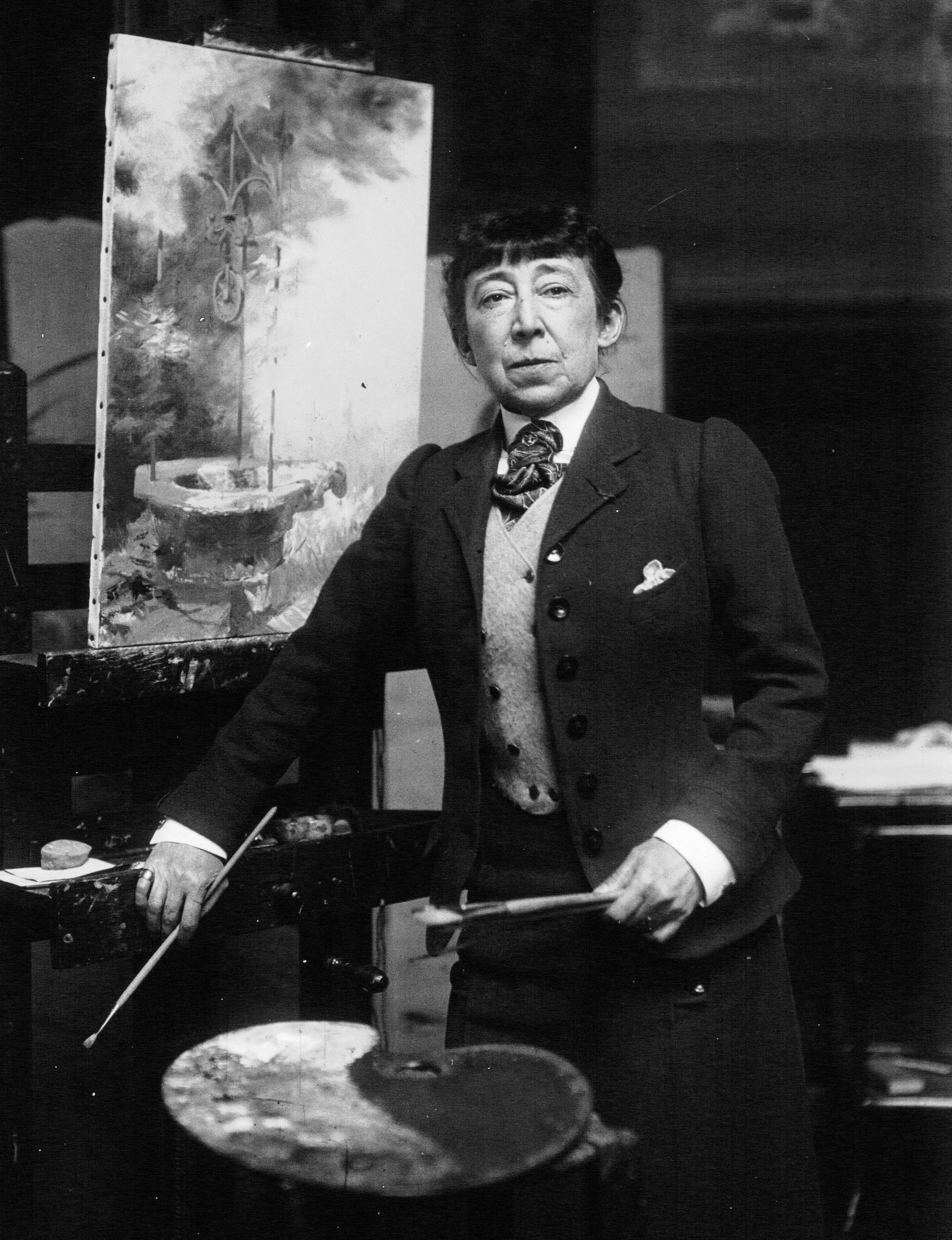
ルイズ・アベマ、1914年撮影

## 受けた批評
ジョリス＝カルル・ユイスマンスは、『現代の芸術』という批評作品の中で、ルイズ・アベマが1882年にサロンに出品した「四季（Quatre Saisons）」という連作ポスターを題材に取り上げて批評を書いた。